# Comedians
Comedians è un film commedia del 2021 diretto da Gabriele Salvatores, liberamente tratto dall'omonimo dramma di Trevor Griffiths, già portato in scena dallo stesso Salvatores al Teatro dell'Elfo nel 1985 e successivamente alla base del soggetto d'uno dei suoi primi lungometraggi, Kamikazen - Ultima notte a Milano del 1987

## Trama
I sei aspiranti comici che frequentano il corso di stand-up comedy tenuto dall'ex-comico Eddie Barni sono nelle fasi finali della preparazione di uno spettacolo presso un famoso club: a esso presenzierà il grande comico televisivo Bernardo Celli, che ingaggerà il più meritevole tra essi nella sua agenzia di spettacolo. Ciascuno dei sei è profondamente insoddisfatto della sua vita e del suo lavoro, e vorrebbe vincere questa gara per ottenere una possibilità di rilancio.
I preparativi trascorrono in un clima di tensione, dovuto principalmente al carattere dei sei comici: i fratelli Filippo e Leo Marri non vanno d'accordo, ma non possono fare a meno di esibirsi insieme; Samuele Verona è presuntuoso e indisponente; Gio Di Meo è apparentemente simpatico e coinvolgente, ma in realtà è ipocrita ed egoista; il meridionale Michele Cacace è molto timido e remissivo; il giovane Giulio Zappa, infine, è strafottente e insofferente alle paturnie dei suoi colleghi più grandi. Eddie ha insegnato loro a esibirsi evitando gli stereotipi e, anziché cercare a tutti i costi la risata del pubblico, concentrarsi su se stessi per tirar fuori il proprio lato malinconico, trasformandolo in comicità. Ciascuno dei sei accetta o rifiuta questi insegnamenti, e ciò è il motivo principale della discordia tra loro.
La preparazione dello spettacolo viene interrotta più volte a causa della tensione nel gruppo, per i consigli di Eddie e per l'arrivo improvviso di Patel, un indiano capitato per sbaglio nella classe. Pochi minuti prima dello spettacolo viene a far visita lo stesso Celli: la rivalità tra lui ed Eddie, un tempo sua spalla, è subito lampante. Approfittando dell'assenza di quest'ultimo, Celli fa un discorso di incoraggiamento nel quale tuttavia ribalta completamente la visione di Eddie: lui è infatti alla ricerca di una comicità più becera che punti direttamente alla risata del pubblico. Questo getta nello sconforto i sei comici, che devono decidere improvvisamente se continuare con il numero che avevano costruito insieme a Eddie o cambiarlo per piacere a Celli.
Lo spettacolo ha inizio, e i sei si esibiscono uno dopo l'altro. Michele decide di rimanere fedele agli insegnamenti di Eddie e racconta la sua esperienza da meridionale trapiantato al Nord, cedendo tuttavia alla propria insicurezza; Samuele e Gio decidono invece di cambiare del tutto e si lanciano in monologhi intrisi di sessismo, razzismo e altri stereotipi. A metà del loro numero, Filippo Marri cerca di convincere Leo a recitare una barzelletta per compiacere Celli, ma questo rifiuta e l'esibizione si conclude in maniera disastrosa. Infine, Giulio fa un'esibizione surreale ben poco comica, a tratti perfino sadica.
Al termine dello spettacolo i sei comici tornano in classe e ciascuno di loro, deluso dalla propria performance, rinfaccia gli errori degli altri; il loro litigio viene però interrotto dal ritorno di Eddie e di Celli. Quest'ultimo commenta con giudizi lapidari ogni esibizione, evidenziandone i lati negativi: bacchetta Michele e i fratelli Marri e stronca totalmente l'esibizione di Giulio, mentre decide di prendere sotto la propria ala Gio e Samuele, pur con numerose riserve.
I due vincitori lasciano la classe felici e soddisfatti; i fratelli Marri si separano, probabilmente in maniera definitiva. Michele, visibilmente intristito, dichiara che in futuro seguirà comunque i nuovi corsi di Eddie, rimanendogli fedele. Rimasto solo con Giulio, Eddie gli chiede perché abbia voluto mettere in scena un numero così triste e aggressivo: il ragazzo gli risponde di aver solamente seguito i suoi insegnamenti, cercando di tirar fuori il proprio lato negativo. Eddie gli narra allora che, durante la Seconda guerra mondiale, nei campi di concentramento c'era un angolo destinato alle punizioni dei reclusi, evidenziando come la crudele ironia di questa circostanza risponda in effetti alla sua idea di comicità. I due si salutano con rispetto reciproco. Nell'andar via a sua volta, Eddie ritrova Patel, che gli racconta una barzelletta autoironica sul suo essere induista: trovandola divertente, il comico gli propone di frequentare in futuro il suo corso.

## Distribuzione
Il film è stato distribuito nelle sale cinematografiche italiane dal 10 giugno 2021. Viene trasmesso in prima visione su Rai 3 il 31 marzo 2023.